# Tiffany Jones
Tiffany Jones är en brittisk tecknad serie av Jenny Butterworth och Pat Turret skapad 1964. Den publicerades 1964-1972 i The Daily Mail.  Det gjordes en komedifilm baserade på denna serie, regisserad av  Pete Walker.
Den handlar om toppmodellen Tiffany Jones, som även arbetar som hemlig agent.